# Montepulciano Stazione
Montepulciano Stazione è una frazione del comune italiano di Montepulciano, nella provincia di Siena, in Toscana. Si trova lungo il percorso dell'Autostrada del Sole, all'altezza del km 385.

## Origine del nome
Precedentemente il paese era noto come Fontago (toponimo che tuttora ne indica un rione) e in seguito mutò in Stazione quando si espanse il paese con l'arrivo dello scalo ferroviario posto sulla Ferrovia Centrale Toscana nel 1880 e la costruzione di uno zuccherificio nel 1899. Un regio decreto datato 14 maggio 1925 e pubblicato il 10 giugno 1925 sulla Gazzetta Ufficiale del Regno d'Italia, autorizzò il cambiamento del nome Fontago in Montepulciano Stazione.

## Storia
Le prime tracce della frazione risalgono al 1825, anno in cui presso il Catasto Leopoldino compare un nucleo di sette case e i toponimi Fontago, Rovisci e Madonna del Ponte suddivisi in Popolo di Gracciano e Popolo di Santa Maria a Nottula. In seguito si sviluppò con la costruzione dei due scali ferroviari che servivano la Ferrovia Centrale Toscana e la Ferrovia Montepulciano-Fontago, dismessa e sostituita dai trasporti su gomma. Forte spinta alla crescita derivò anche dalla costruzione di un centro di raccolta per l'elaborazione e la trasformazione della barbabietola da zucchero, che rappresentava un autentico polmone economico per Montepulciano Stazione.
La presumibile svolta urbanistica e demografica iniziò dal 16 agosto 1880 con lo spostamento della stazione ferroviaria del Salarco a Fontago (nella sua collocazione attuale) situata nella Ferrovia Centrale Toscana. Il fabbricato viaggiatori della stazione del Salarco è ancora esistente e versa in condizioni di totale abbandono. Lo si può vedere transitando lungo la strada provinciale Lauretana all'altezza del sottopasso della linea ferroviaria, in prossimità del bivio per Sciarti, ad Abbadia di Montepulciano. In un periodo storico in cui il trasporto delle merci era, inevitabilmente, reso complicato dalla situazione delle vie di comunicazione, l'arrivo della ferrovia e della stazione in un territorio pianeggiante, a prevalenza agricola, attirò le attenzioni della Società Ligure-Lombarda per la raffinazione degli zuccheri. La società, fondata a Genova nel 1872 fu per molti anni la fornitrice quasi esclusiva dello zucchero raffinato per tutta Italia e fra le prime a introdurre in Italia la lavorazione della bietola indigena.
La localizzazione dello stabile, prevista inizialmente a Cortona, fu modificata grazie alla pressioni politiche condotte dall'Onorevole e conte Gioacchino Bastogi di Montepulciano (proprietario di alcune fattorie ad Abbadia e Acquaviva). L'ubicazione fu determinata dalla centralità rispetto alle aree di coltivazione, dalla presenza della ferrovia e dalla disponibilità di acqua dal Lago di Montepulciano. In tempi brevissimi la società ottenne la concessione del terreno su cui impiantare la nuova fabbrica e, già nel 1899, fu attiva e pronta per la sua prima produzione. Le operazioni di carico e scarico delle merci avvenivano grazie a un collegamento diretto con la linea ferroviaria del paese: tramite questo allaccio venivano trasportate le materie prime in ingresso e successivamente spediti i prodotti finiti in uscita. L'azienda fu per il territorio un propulsore economico, sociale e urbanistico davvero importante: si pensi che dalle 10 famiglie che popolavano Fontago nel 1885 si passò, nel 1920, ad un insediamento urbano di 75 famiglie aggiuntive. Lo zuccherificio arrivò ad occupare ottanta lavoranti fissi tra impiegati e operai ed oltre mille stagionali proveniente dalle frazioni del Comune e dai paesi limitrofi.
Dopo un periodo di buona attività, agli inizi degli anni venti lo zuccherificio entrò in una crisi produttiva. Gli agricoltori con a capo Lucangelo Bracci, presidente della sottosezione di Montepulciano dell'Associazione Agraria Toscana, si attivarono per cercare di risolvere la situazione e sembrò che nei primi anni la crisi fosse superata ma si riaprì nel 1927 quando il presidente della società non volle eseguire i lavori di restauro giudicando antieconomico ammodernare impianti ormai obsoleti, per concludersi poi nel 1929 con la chiusura definitiva, segnando la fine di un'epoca per il paese e un drastico aumento della disoccupazione. Lo stabilimento esiste ancora, anche se quasi nascosto alla vista dai capannoni e dalle strutture circostanti, costruite in anni recenti, mentre l'imponente ciminiera è stata demolita negli anni novanta per ragioni di sicurezza. Dove una volta sorgevano gli uffici oggi è stato costruito il centro civico.
Nel periodo di sviluppo del paese venne costruita anche la Montepulciano-Fontago una linea ferroviaria a scartamento ridotto che collegava Fontago con Montepulciano capoluogo, che rimase in esercizio dal 30 giugno 1917 al 16 settembre 1927.
Il 28 ottobre 1928 furono inaugurate le scuole elementari e medie in via Cuneo, nell'edificio che oggi ospita l'asilo comunale. Nel febbraio 1941 venne aperto l'asilo nido gestito dalle Figlie del Divino Zelo, situato accanto alla Chiesa del Sacro Cuore di Gesù e chiuse negli anni 2010. Negli anni ’50, a seguito della demolizione del primario foro boario, le scuole elementari e medie furono trasferite in via Bari e ampliate nel 1985 e 1996. Tra la fine degli anni ’70 e l'inizio degli anni ’90, le scuole medie furono nuovamente spostate, trovando sede definitiva in via Roma, all'interno di alcuni locali ricavati dall'ex zuccherificio.
Il 30 settembre 1929 fu inaugurato il foro boario, inizialmente una struttura in legno, poi ricostruita negli anni ’50 con tettoie in cemento armato. Qui, ogni primavera fino a metà anni ’60, si svolgevano mostre, mercati zootecnici e concorsi di tori di razza chianina, a cui partecipavano contadini del paese e dei paesi limitrofi. Negli anni ’20 i mercati si svolgevano presso la Chiesa della Maestà del Ponte. Attualmente, sull'area dove sorgeva il foro boario si trovano la scuola elementare e il campo sportivo.

## Monumenti e luoghi d'interesse

### Architetture religiose

#### Chiesa del Sacro Cuore di Gesù

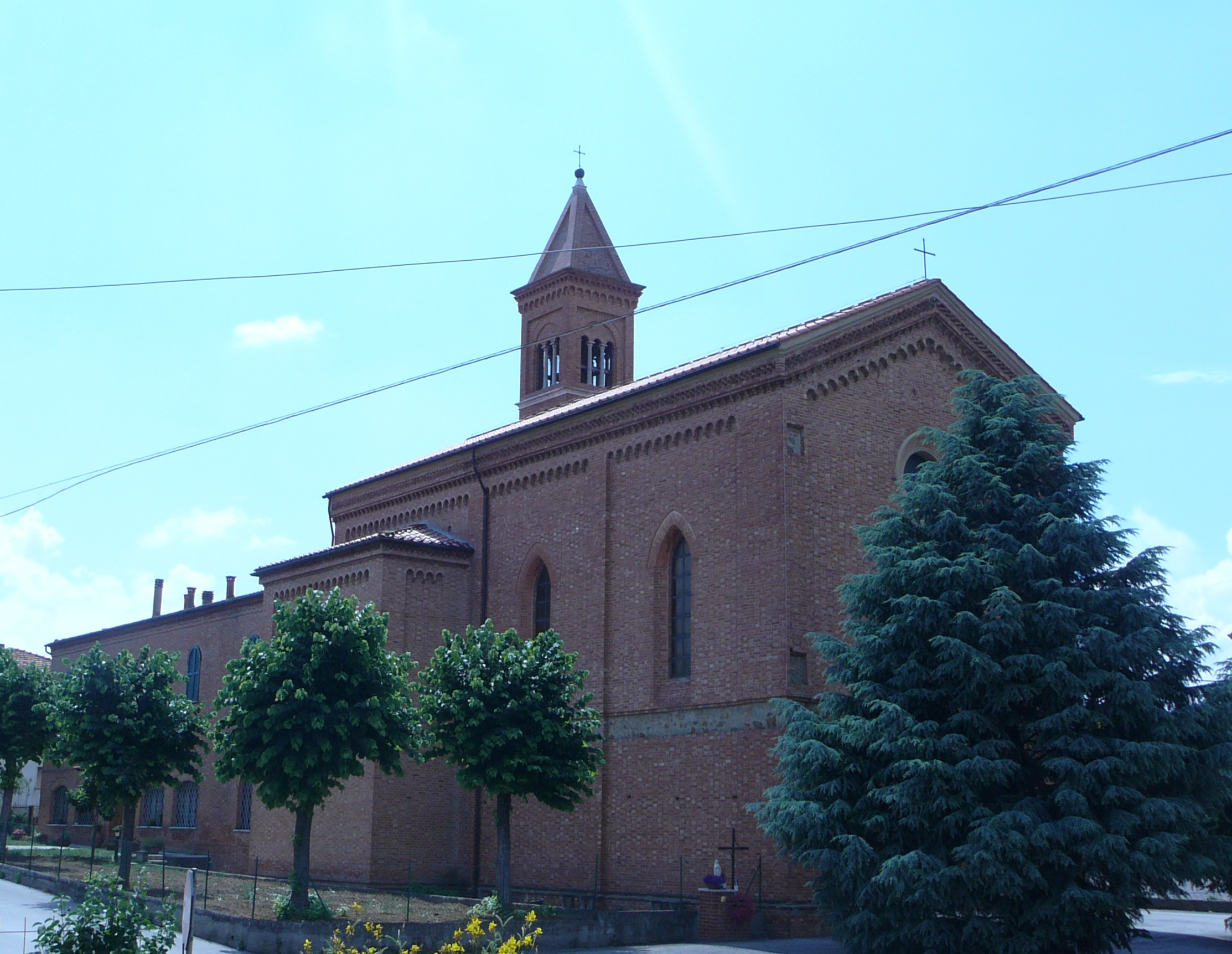
Chiesa del Sacro Cuore di Gesù

La Chiesa del Sacro Cuore di Gesù è la principale di Montepulciano Stazione. Costruita a partire dal 1920, in stile neoromanico, è stata consacrata nel 1926, ma completata soltanto nel 1953, pur senza l'erezione della cupola, prevista nel progetto originario. Nel 1989 sono state realizzate le vetrate policrome alle finestre, mentre il presbiterio post-conciliare risale al 1996.
La chiesa è a navata unica coperta con volta a crociera sorrette da pilastri a pianta cruciforme.

#### Chiesa della Maestà del Ponte

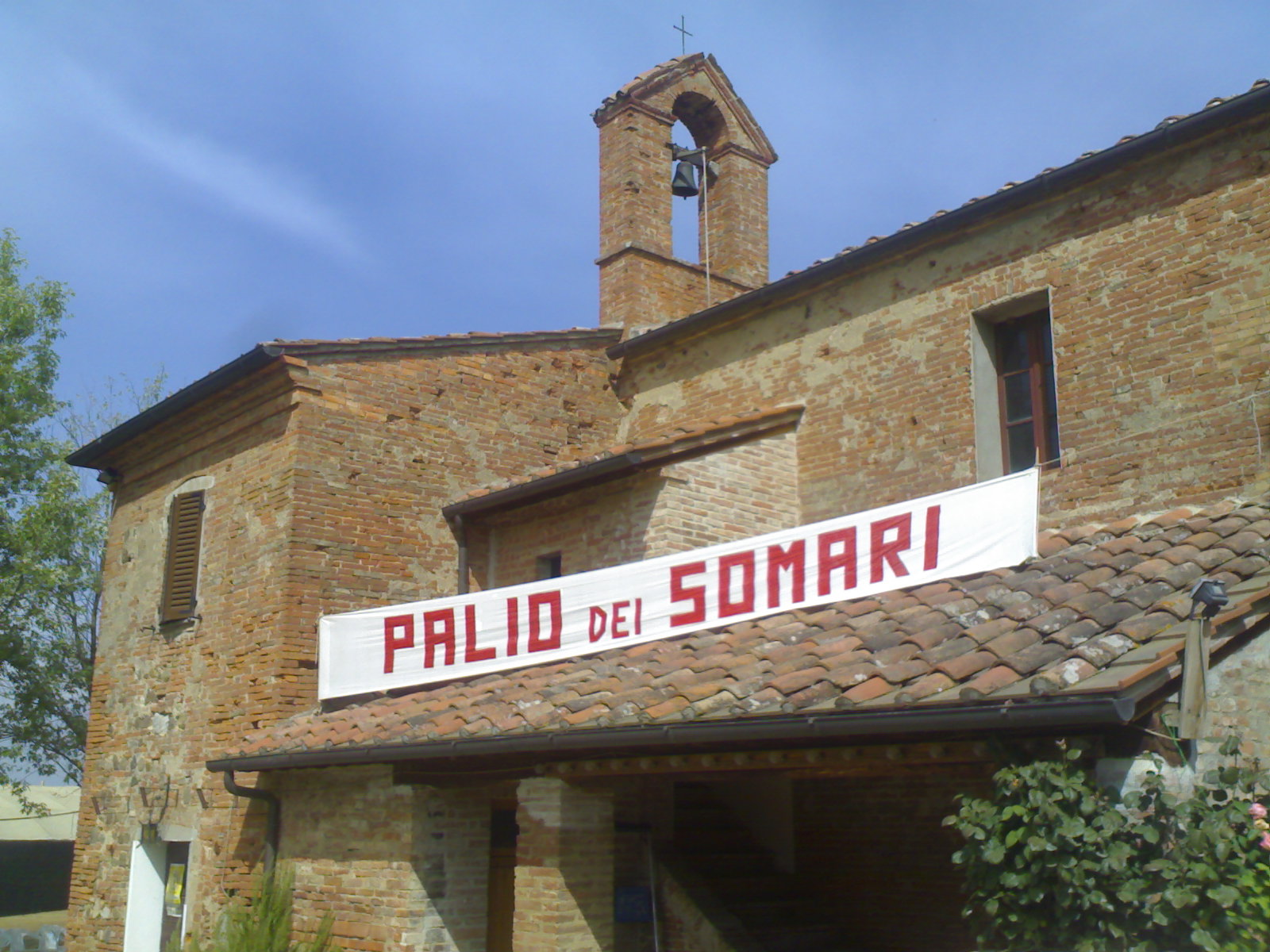
Chiesa della Maestà del Ponte

La Chiesa della Maestà del Ponte si trova nei pressi dall'Autostrada del Sole, sull'antica Via Lauretana. Edificata nel 1616, è una delle sette chiese dedicate alla Vergine Maria nel territorio di Montepulciano (quattro nel capoluogo e tre fuori dalle mura).

#### Cappella della Madonna del buon viaggio

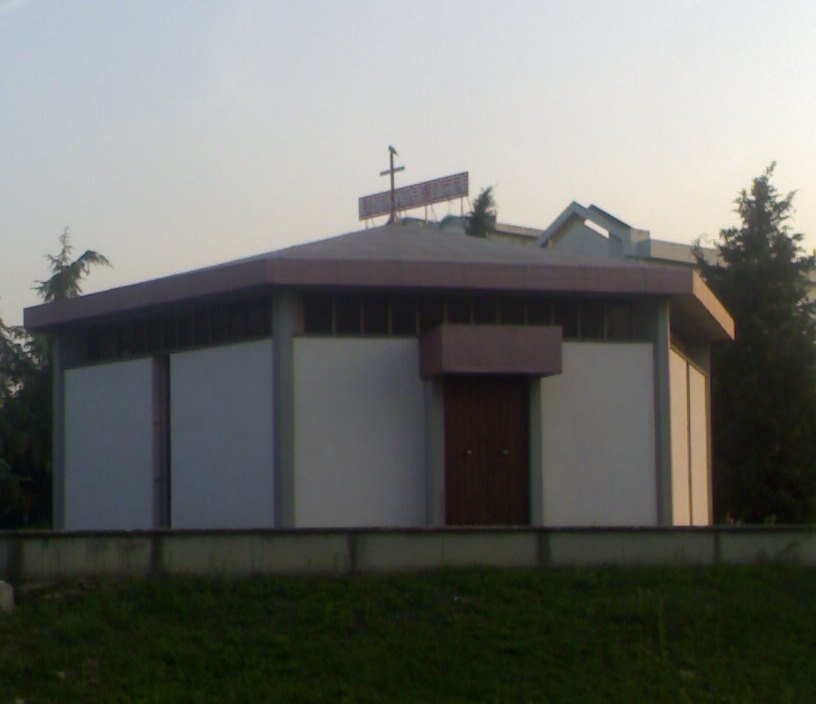
Cappella della Madonna del buon viaggio

Nella stazione di servizio dell'Autostrada del Sole (Montepulciano Ovest) si trova una piccola chiesa, la Cappella della Madonna del buon viaggio, dove, in alcune occasioni vengono celebrati il rosario e la messa. La chiesa è stata realizzata da Shell Italia in accordo con l'ANAS e inaugurata il 21 e il 22 maggio 1966. Al suon interno si trova una riproduzione della Madonna trecentesca venerata nella Chiesa di San Biagio a Montepulciano realizzata dal professor Attilio Caroti, direttore della Scuola Italiana del Mosaico a Montepulciano nel 1947.

### Architetture civili

#### Area di servizio
A Montepulciano Stazione è presente un'Area di servizio lungo il percorso dell'Autostrada del Sole (Montepulciano Ovest e Montepulciano Est).
La prima struttura ristoro fu costruita in 3 anni dall'architetto Angelo Bianchetti (pochi anni dopo la costruzione dell'A1) e inaugurata a febbraio 1967  per l'azienda Pavesi che nel 1976 dalla fusione con Motta e Alemagna diviene Autogrill. Lo stabile a ponte costruito in acciaio Corten, (uno dei primi costruito in Italia), permetteva di unire a piedi le due aree di servizio (Ovest e Est) senza necessità di attraversare la strada; è stato un’icona della modernizzazione italiana negli anni del boom economico che ha dato lavoro nel tempo a tantissimi abitanti del paese. Al primo piano era situato il bar e il market  mentre al piano superiore un ristorante da circa 600 coperti. Nel 2021 è stata demolita per eccessivi costi di ristrutturazione e al suo posto sono stati costruiti due nuovi locali al lato dell'autostrada e inaugurati l'anno successivo.

## Società

### Tradizioni e folclore

#### Festa alla Maestà del Ponte

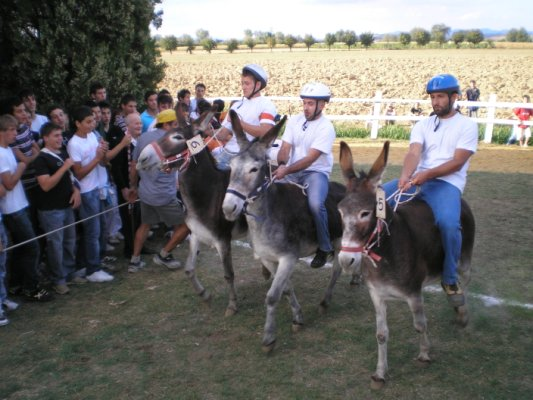
Palio dei Somari

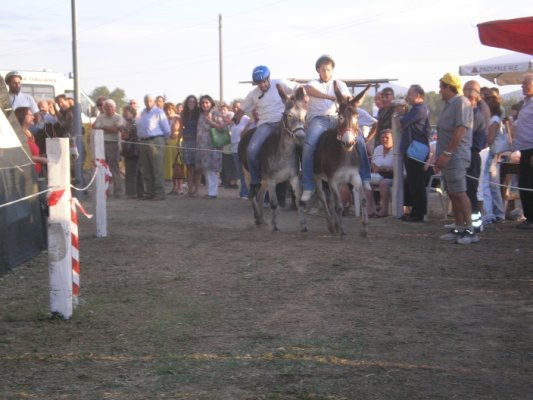
Palio dei Somari

Già dal 1700 si ha testimonianza di una grande festa popolare alla Chiesa della Maestà del Ponte, a Montepulciano Stazione. Durante la visita pastorale del 1753, l'allora Vescovo annotò la presenza di quindici sacerdoti chiamati per soddisfare le esigenze religiose. In quell'occasione si celebravano cerimonie liturgiche al mattino, seguite dalla Fiera al Ponte, una vivace manifestazione che durava diversi giorni e attirava numerosi mercanti di oggetti, prodotti agricoli e bestie di razza chianina. Nel pomeriggio si svolgevano le corse dei cavalli lungo Via dei Muli e successivamente Via della Madonna. Con il tempo, la festa venne ridotta a una sola grande fiera annuale, che continuò fino al 1929, quando per ordine del Prefetto di Montepulciano fu trasferita nel centro del paese, dove ancora oggi si svolge.
Nel 1983, dopo la revisione dei confini parrocchiali, la Chiesa della Maestà del Ponte è entrata a far parte della parrocchia di Montepulciano Stazione. Il parroco Don Mario Ghezzi decise di unire la Festa della Madonna della Pace, prima celebrata alla Chiesa del Sacro Cuore di Gesù (l'ultima domenica di settembre), con l'antica festa alla Maestà del Ponte. Nacque così una nuova celebrazione unica, fissata per la prima domenica di settembre, dando vita al tradizionale Palio dei Somari. Durante il palio, i sei Rioni del paese – Aventino, Stazione, Fontago, Corbaia, Macchia e Maestà del Ponte – si sfidano in una gara con asini al galoppo. In passato, oltre a questi, esistevano anche altri rioni: Casale, Cinta, Pollaio, Salarco e Rovisci.

#### Giochi rionali
I Giochi rionali sono dei giochi popolari effettuati da vari componenti (sia da bambini che da adulti) dei quattro rioni Aventino, Stazione, Corbaia e Fontago che si svolgevano nel periodo estivo. Dopo varie sfide tra le varie categorie di età di ogni Rione, vinceva il Rione che al termine dei giochi, totalizzava più punti. I Giochi Rionali si concludevano con la premiazione del rione vincitore e con lo spettacolo della Corrida. I Giochi Rionali si sono svolti a partire dal 1989 al 1997 tranne che nel 1994 e dal 2005 al 2014, tranne che nel 2010 e nel 2011 per problemi organizzativi.

#### Fiera al Ponte
L'originaria Fiera al Ponte si svolgeva sin dal 1700 per più di un giorno in occasione della Festa alla Maestà del Ponte nei pressi della Chiesa della Maestà del Ponte. La fiera rimase legata alla Chiesa fino al 1929, quando, per ordine del Prefetto di Montepulciano venne spostata al centro del paese, dove tuttora si svolge l'ultima domenica di settembre e il lunedì successivo.

Ne L'Araldo Poliziano del 29 settembre 1929 si legge: 

### Istituzioni, enti e associazioni
A Montepulciano Stazione si trovano diverse strutture sportive e associazioni che arricchiscono la vita del paese. È presente una piscina comunale, sia coperta che scoperta, costruita tra gli anni '80 e '90, un campo da calcio e il centro sportivo I Tigli, che comprende un bar, due campi da tennis e un campo di calcetto. Questo centro è gestito dall'A.S.D. (Associazione Sportiva Dilettantistica) La Chianina, fondata negli anni '70 da un gruppo di abitanti che trasformarono un terreno incolto in un luogo di incontro per la comunità. L'associazione organizza durante l'anno eventi religiosi, sportivi, culturali e gastronomici.
Nel paese è attivo anche il Circolo La Bocciofila, nato negli anni 2000 per offrire agli anziani uno spazio dove trascorrere il tempo libero, con gite, attività ricreative e un servizio di trasporto per persone in difficoltà. La Croce Rossa Italiana – Delegazione di Montepulciano Stazione è nata nel 1999 durante la guerra del Kosovo, iniziando poi il servizio di primo soccorso e il 118 in provincia. Col tempo ha ampliato le sue attività anche al sociale, come la distribuzione di alimenti, l'aiuto agli anziani e l'educazione dei più giovani. Dal dicembre 2019 è presente anche la Pia Confraternita della Misericordia di Montepulciano, attiva nel volontariato locale.

## Infrastrutture e trasporti

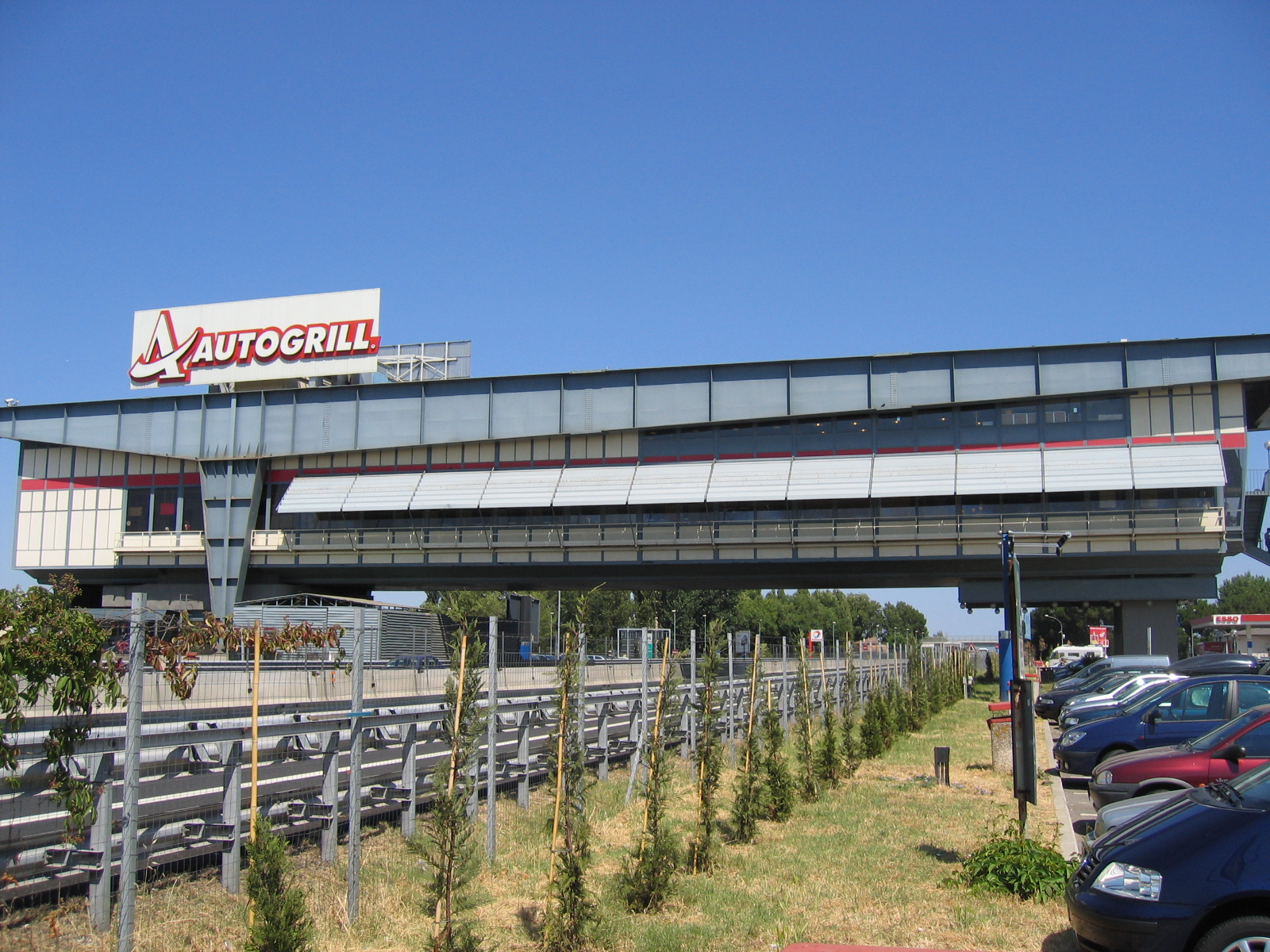
ll vecchio Autogrill a ponte di Montepulciano

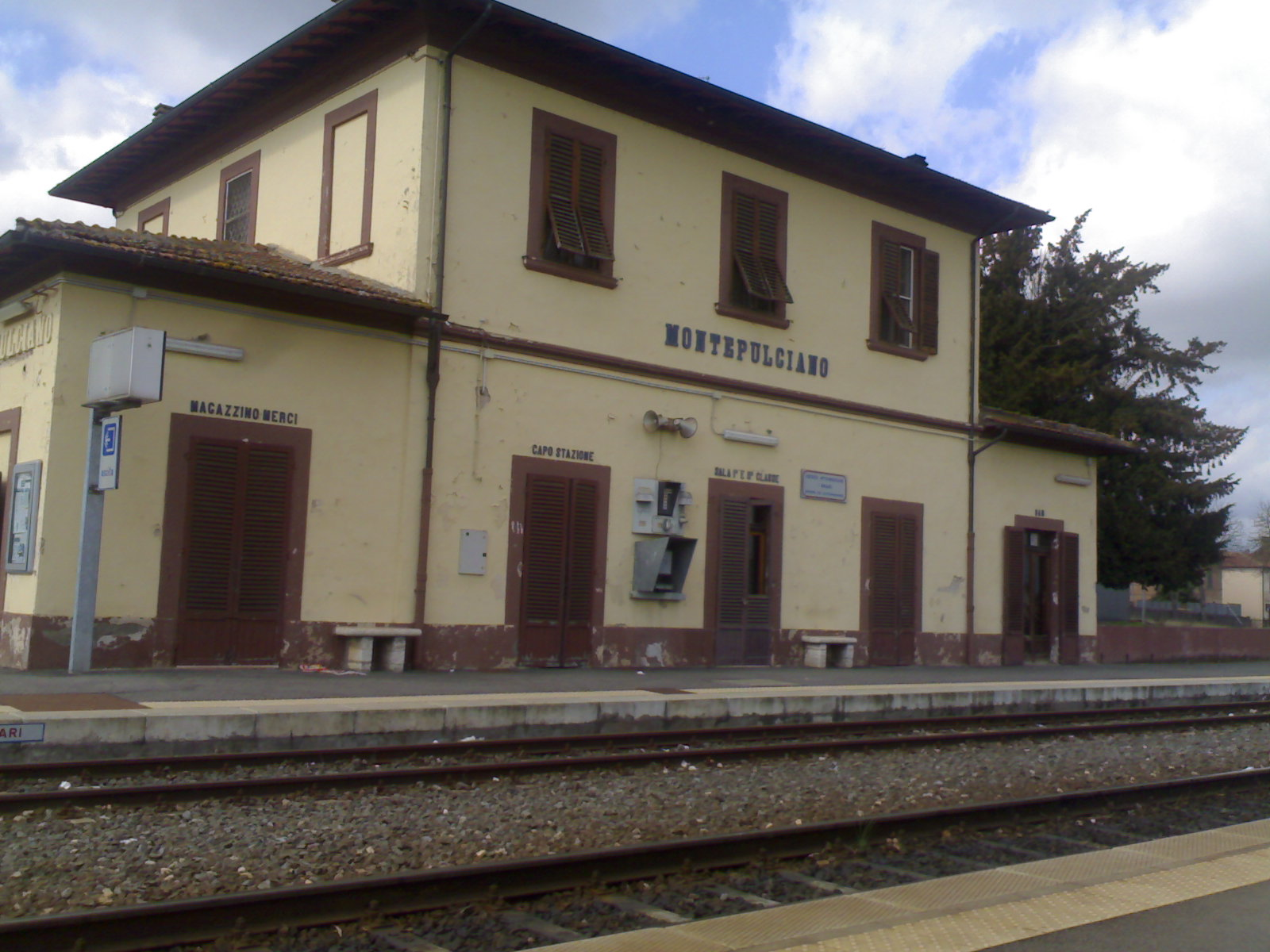
La Stazione di Montepulciano

Montepulciano Stazione è attraversata dall'antica Via Lauretana, una strada etrusca-romana che collegava Cortona a Montepulciano e Siena:
- Via Lauretana Sud la collega con Valiano.
- Via Lauretana Ovest collega la frazione con Abbadia di Montepulciano.

Il territorio è attraversato dall'Autostrada del Sole
Dopo la chiusura della Ferrovia Montepulciano-Fontago, avvenuta nel 1926, la località è servita dalla stazione di Montepulciano, posta sulla ferrovia Centrale Toscana e servita da treni regionali Trenitalia svolti nell'ambito del contratto di servizio stipulato con la Regione Toscana.
I trasporti interurbani di Montepulciano Stazione vengono svolti con autoservizi di linea gestiti da Tiemme Toscana Mobilità.